# WALANT
Unter einer WALANT-Anästhesie (Akronym von englisch Wide Awake Local Anesthesia No Tourniquet deutsch Lokalanästhesie beim hellwachen Patienten ohne Tourniquet) versteht man ein relativ neues Verfahren der Lokalanästhesie in der Handchirurgie ohne Blutsperre bei nichtsedierten Patienten, mit der Möglichkeit zur intraoperativen aktiven Funktionsprüfung. Damit kann die Operation auch ambulant durchgeführt werden.

## Durchführung
Mindestens 30  Minuten präoperativ wird eine Infiltration einer Lidocain-Adrenalin-Mischung (Lidocain 1 % mit Epinephrin 1:200.000) mit 8,4 % Natriumbikarbonatzusatz im Verhältnis 10:1,5 verabreicht. Bupivacain 0,5 % kann optional zusätzlich bei einer Operationsdauer von mehr als 2,5  Stunden gegeben werden. Phentolamin wird  zur Aufhebung der Epinephrinwirkung vorgehalten. Das Beifügen von Natriumbikarbonat ist eine Off-Label (zulassungsüberschreitende) Anwendung, deren pH-Neutralisierung jedoch zu einem schnelleren Wirkungseintritt führt und brennende Schmerzen bei der Infiltration vermeidet. Die Infiltration soll zur Schmerzreduktion fraktioniert erfolgen.

### Beispiele
- Bei der Karpaltunnelspaltung erfolgt die Infiltration 0,5  cm proximal der Handgelenkbeugefurche in halber Distanz zwischen den Sehnen des Musculus  palmaris longus und Musculus flexor carpi ulnaris.

## Ursprung
Im Jahr 2003 veröffentlichte Donald H. Lalonde erstmals diese Methode der örtlichen Betäubung.

## Indikationen
Am häufigsten kommt dieses Verfahren bei Karpaldachspaltungen (siehe Karpaltunnelsyndrom), Ringbandspaltungen und Spaltungen des ersten Strecksehnenfachs (siehe Tendovaginitis stenosans de Quervain) zur Anwendung. Möglich ist die Durchführung von Tenolysen oder motorischen Ersatzoperationen, wodurch eine intraoperative aktive Mobilisation und Erfolgskontrolle möglich wird.